# Поймать убийцу
«Поймать убийцу» (англ. To Catch a Killer) — телефильм режиссёра Эрика Тилла, выпущенный в 1992 году. Картина основана на реальной истории преследования американского серийного убийцы Джона Уэйна Гейси.
Внешне этот человек был добропорядочным гражданином, у него были друзья и крупный бизнес. Но когда исчезает очередной подросток, в ходе расследования всплывают страшные тайны из жизни маньяка. Он убил, а прежде подверг насилию и пыткам, более 30 молодых людей. Под разными предлогами жертвы попадали в дом к убийце.

## Сюжет
По мере того, как детектив-лейтенант Джо Козенчак (Майкл Райли) расследует сообщение о пропавшем без вести подростке Крисе Ганте (персонаж основан на подлинной последней жертве Гейси, Роберте Писте), он начинает подозревать, что местный бизнесмен Джон Уэйн Гейси (Брайен Деннехи) может быть ответственным за это, а также за многие другие исчезновения. Однако, когда он и его команда готовы арестовать Гейси, их доказательства считают косвенными. Хуже всего то, что все (включая начальников Козенчака) рассматривают Гейси как респектабельную опору общества. Тем временем Гейси сам начинает садистскую игру в кошки-мышки, стараясь всячески манипулировать и перехитрить полицию.
Получив два ордера на обыск, Козенчак обнаружил множество улик, а также 29 тел, захороненных по всей собственности Гейси. Также полиция находит ещё четыре трупа, сброшенные в близлежащую реку, включая останки Ганта. После этого он обвиняется в изнасиловании и убийстве 33 мальчиков и юношей, и приговорён к смертной казни.

## Влияние и приём
Фильм транслировался в трёх странах: США, Канаде и Великобритании. В целом фильм был хорошо воспринят критиками. В результате, Брайен Деннехи был номинирован на премию Эмми за лучшую мужскую роль в мини-сериале или фильме. Кроме того, актёр Майкл Райли и режиссёр Эрик Тилл были номинированы на две индивидуальные премии Джемини.

## В ролях
- Брайен Деннехи — Джон Уэйн Гейси
- Майкл Райли — детектив-лейтенант Джозеф «Джо/Полок» Козенчак
- Марго Киддер — Рейчел Грейсон
- Мег Фостер — городской прокурор Линда Карлсон
- Мартин Джулен — Теодор «Тед» Косло
- Скотт Хайлендс — сержант отряда Дельта Майк Пакстон
- Дэвид Айснер — детектив Терри Уильямс
- Джон Бойлан — детектив Гэри Аткинс
- Тони ДеСантис — детектив отряда Дельта Крейг ДеМарко
- Марк Хамфри — детектив отряда Дельта Кинг
- Гари Райнеке — детектив отряда Дельта Леонард «Ленни» Петри
- Тим Прогош — детектив отряда Дельта Джек Моррис
- Дэнни Поулик — патрульный Тони Сантори
- Брюс Рэмзи — судмедэксперт Эдвард «Эд» Брагг
- Бренда Базинет — Элис Пирсон
- Лилиан Клун — Марсия Козенчак
- Тоби Проктор — Майкл Козенчак
- Кристофер Маррен — Билли
- Джей Бразо — Джейк Бёрнс

## Исторический контекст
Фильм в целом следует историческому описанию расследования, приведшего к аресту Джона Уэйна Гейси в декабре 1978 года, и не отражает непосредственно его раннюю жизнь или преступную деятельность до 1978 года. Было внесено несколько изменений в имена и данные реальных лиц, причастных к делу, вероятно, по юридическим причинам, поскольку многие ключевые свидетели и члены семьи жертв, а также сам Гейси были ещё живы во время производства. Последняя известная жертва Гейси Роберт Пайст был представлен в фильме как Крис Гант. Название компании-подрядчика Гейси в фильме было изменено с «PDM Contractors» на «LPW Construction». Настоящий детектив-лейтенант Джозеф Р. Козенчак был техническим консультантом фильма.
Игра Деннехи была широко признана и актёра стали связывать с Гейси. В 2010 году, через восемнадцать лет после первой трансляции фильма в США, в профайле Деннехи в газете «The Times of Northwest Indiana» отмечалось: «всякий раз, когда Деннехи возвращается в Чикаго, что бывает часто… его неизбежно спрашивают о его роли в телефильме 1992 года „Поймать убийцу“.» Деннехи получил письмо от Гейси, после трансляции фильма в США, в котором Гейси упрекал его за участие в фильме.